# Urophyllum arboreum
Urophyllum arboreum là một loài thực vật có hoa trong họ Thiến thảo. Loài này được (Reinw. ex Blume) Korth. miêu tả khoa học đầu tiên năm 1851.